# Municipio de Asbury
El municipio de Asbury (en inglés: Asbury Township) es un municipio ubicado en el condado de Gallatin en el estado estadounidense de Illinois. En el año 2010 tenía una población de 105 habitantes y una densidad poblacional de 2,28 personas por km².

## Geografía
El municipio de Asbury se encuentra ubicado en las coordenadas 37°53′5″N 88°12′6″O / 37.88472, -88.20167. Según la Oficina del Censo de los Estados Unidos, el municipio tiene una superficie total de 46.15 km², de la cual 46,08 km² corresponden a tierra firme y (0,15 %) 0,07 km² es agua.

## Demografía
Según el censo de 2010, había 105 personas residiendo en el municipio de Asbury. La densidad de población era de 2,28 hab./km². De los 105 habitantes, el municipio de Asbury estaba compuesto por el 100 % blancos. Del total de la población el 0 % eran hispanos o latinos de cualquier raza.